# Spoorlijn Laval - Gennes-Longuefuye
De spoorlijn Laval - Gennes-Longuefuye was een Franse spoorlijn van Laval naar Longuefuye. De lijn was 30,1 km lang en heeft als lijnnummer 458 000.

## Geschiedenis
De lijn werd geopend door de Compagnie des chemins de fer de l'Ouest op 5 november 1877. Personenvervoer was er tot 1 maart 1938, goederenvervoer tussen Meslay en de service des Alcools werd opgeheven op 1 september 1948, tussen Bonchamp-lès-Laval en Meslay op 3 april 1972 en tussen Laval en Bonchamp-lès-Laval in 2011. Alleen het gedeelte tussen de service des Alcools en Gennes-Longuefuye is nog in gebruik voor goederenvervoer.

## Aansluitingen
In de volgende plaatsen is of was er een aansluiting op de volgende spoorlijnen:
Laval
RFN 420 000, spoorlijn tussen Paris-Montparnasse en Brest
RFN 462 000, spoorlijn tussen Laval en Pouancé
Gennes-Longuefuye
RFN 460 000, spoorlijn tussen Sablé en Montoir-de-Bretagne